# بیا به میدان
بیا به میدان (به کُردی: وه‌ره مه‌یدان) ترانه‌‌ای اعتراضی است که به صورت مشترک توسط ناصر رزازی، ابی، شاهین نجفی و پدرام شهلایی خوانده شده‌است. متن این ترانه را خالد رشیدپوری سروده و آهنگسازی و تنظیم آن را پدرام شهلایی بر عهده داشته‌است. این ویدئو در زمان خیزش ۱۴۰۱ ایران به منظور همبستگی با اعتراضات خوانده و منتشر شده‌است.